# フィリップ・マインレンダー
- フィリップ・マインレンデル

フィリップ・マインレンダー（独：Philipp Mainländer、1841年10月5日-1876年4月1日、マインレンデルとも）は、ドイツの詩人、哲学者。もとはバッツ（Batz）という名であったが、彼の故郷であるオッフェンバッハ・アム・マイン（Offenbach am Main）への愛慕から、後にマインレンダーに改名した。厭世主義者であり、主著『救済の哲学』（Die philosophie der Erlosung）において、人生は全く無価値であるとした。

## 生涯
1841年10月5日、6人兄弟の末子としてオッフェンバッハに生まれる。1856年、父の教えにより、商人を志してドレスデンの商業学校に入学する。2年後、ナポリの貿易商社に入社する。この間にイタリア語を学び、ダンテ、ペトラルカ、ボッカチオ、ジャコモ・レオパルディの著作に精通した。マインレンダーは後に、ナポリでの5年間が人生で最も幸福な期間だったと述べている。この決定的な期間に、19歳のマインレンダーはアルトゥル・ショーペンハウアーの主著『意志と表象としての世界』と出会う。彼は後に、1860年の2月を「人生で最も重要な時期」と言い、この出来事を「貫くような新発見」と描写している。実際に、ショーペンハウアーはマインレンダーの晩年の哲学的著作に最も大きな影響を与えた。
1863年、マインレンダーは父の事業を手伝うためにドイツへ帰国する。同年、『最後のホーエンシュタウフェン（Die letzten Hohenstaufen）』という3編の詩を作る。2年後の10月5日、マインレンダーの24歳の誕生日に母が亡くなる。母親の喪失に深く影響を受け、彼は詩から哲学へ転向していった。続く数年の間に、ショーペンハウアー、カント、エッシェンバッハの『パルチヴァール』、そして哲学の古典をヘラクレイトスからコンディヤックまで学ぶ。
1869年3月、マインレンダーはベルリンの金融会社 J. Mart Magnusに入社する。この時彼は、数年間貯蓄し、その後利子収入で生活しようと考えていた。しかし、ウィーン証券取引所が1873年5月8日に崩壊したため、彼は破産して計画は突如潰えた。同年、マインレンダーは今後のあてもないまま辞職した。

### 救済の哲学の開発
マインレンダーの富裕な両親は1861年に彼の兵役を金で免除させたが、彼は自伝において、"全てにおいて完全に何かに服従すること、最低の仕事をすること、盲目的に服従せねばならぬこと"への願望があったことを記しており、また、軍務に服するための数多くの試みを周到に企てた。1874年4月6日、既に32歳となったマインレンダーはヴィルヘルム1世に直接懇願したが、これは認められ、ハルバーシュタット（Halberstadt）の胸甲騎兵として9月28日から働くことになった。徴兵までの4か月の間に、マインレンダーは取り付かれたように著作活動に打ち込み、彼の中心的著書『救済の哲学』の第1巻を完成させた。
彼は完成した原稿を姉のミナに渡し、軍務に服している間に出版社を探してくれるよう頼んだ。原稿には未だ知らぬ出版社に対しての手紙を付し、その中において、匿名での出版を希望すること、そしてそれは「世界中の目に晒されること」を忌み嫌っているだけに過ぎないということを記した。
1875年11月1日、マインレンダーは、姉のミナへの手紙の中で述べているように、「疲れ果てた、本当に疲れた……完全に……健康な身体が、言葉では言い表せないほど疲れた」ため、本来は3年間の軍役のはずだったが、わずか1年で軍を辞め、故郷のオッフェンバッハに戻った。彼はそこで再び著作活動に取りつかれ、わずか2か月の内に未製本の『救済の哲学』を校正し、回想録や中編小説『Rupertine del Fino』を書きあげ、そして650ページにおよぶ『救済の哲学』第2巻を完成させた。
1876年2月からマインレンダーの精神的衰弱が顕著になる。ついには誇大妄想狂になり、自身を社会民主制の救世主だと信じ込む。同年4月1日の夜、マインレンダーはオッフェンバッハの自宅で、前日に出版社から届いた『救済の哲学』を山積みにして壇にし、首を吊って自殺した。34歳であった。

## ニーチェの批判
ショーペンハウアーへのニーチェの強い関心は、彼をショーペンハウアーに影響を受けた作家の著書へと向かわせた。その作家とは、エドゥアルト・フォン・ハルトマン、ユリウス・バーンセン（英語版）、そしてマインレンダーであった。ニーチェはこれらの作家を真のドイツ人ペシミストだと考えなかった。彼はマインレンダーについて、著書の中で一度だけ言及している。

不快なほど感傷的な純潔の使徒マインレンダーのようなディレッタントやオールド・ミスを、真のドイツ人として数え入れていいものか？バーンセンも、マインレンダーも、またエデュアルト・フォン・ハルトマンも、ショーペンハウアーのペシミズム──神のいない、馬鹿げた、盲目的な、狂った、疑わしい世界に注がれた彼の恐怖の眼差し、彼の誠実な恐怖──が単にドイツ人の中の例外ではなく、ドイツ的事件というべきものであったかどうかについて論ずるに充分で確実な知識を提供していない。

--フリードリヒ・ニーチェ 『悦ばしき知識』

## 芥川龍之介への影響
芥川龍之介はマインレンダーの影響を受け、晩年には『侏儒の言葉』の「死」の節で自殺の魅力についてマインレンダーの言葉を引用し、『河童』では自殺の果たした詩人トックの言葉として、死後の友人の一人に他の自殺者と共にマインレンダーの名を挙げている。

## 注・出典
1. ↑  Winfried H. Müller-Seyfarth (Ed.), 1993,  Die modernen Pessimisten als décadents: Von Nietzsche zu Horstmann. Texte zur Rezeptionsgeschichte von Philipp Mainländer Philosophie der Erlösung, Königshausen u. Neumann, p. 98.
2. ↑  Ibid., p. 88.
3. ↑  Philipp Mainländer: Meine Soldatengeschichte. Tagebuchblätter. Quoted after Ulrich Horstmann (Ed.), 2003, Vom Verwesen der Welt und anderen Restposten. Manuscriptum, Warendorf, p. 211.
4. ↑  Walther Rauschenberger, Aus der letzten Lebenszeit Philipp Mainländers. Nach ungedruckten Briefen und Aufzeichnungen des Philosophen. ‚Süddeutsche Monatshefte‘ 9, p. 121
5. ↑  Ibid., p. 124.